# Крамеров, Александр Яковлевич
Александр Яковлевич Крамеров (1927—2002), профессор, доктор технических наук.

## Биография
Родился в Москве. По окончании обучения на кафедре теплофизики Московского энергетического института (1948) работал в Особом конструкторском бюро завода им С.Орджоникидзе (город Подольск Московской области) — инженером, начальником отдела и зам.главного конструктора. При непосредственном участии А. Я. Крамерова и под его руководством в ОКБ разрабатывались энергетические реакторы ВВЭР, ВК-50 для АЭС и реакторы с жидкометаллическим теплоносителем для АПЛ.
С 1960 года он заведовал лабораторией в Институте Атомной Энергии им. И. В. Курчатова, где занимался разработкой новых направлений в области мирного использования атомной энергии. Принимал участие в ликвидации последствий аварии на Чернобыльской АЭС. Обладая исключительной работоспособностью и неординарным талантом конструктора и учёного, А. Я. Крамеров являлся одним из ведущих специалистов в области ядерных технологий. Его работы широко известны в тех странах, где строятся и эксплуатируются АЭС.
Крамеров — автор фундаментальных трудов: «Инженерные расчёты атомных реакторов» (в соавторстве с Я. В. Шевелевым и «Вопросы конструирования атомных реакторов».
До последних дней (умер в 2002 году) А. Я. Крамеров боролся за дальнейшее развитие атомной энергетики, будучи уверенным, что за ней — будущее.

## Награды
- Государственная премия СССР (1977)
- Орден Трудового Красного Знамени
- Медали, в том числе — медаль за участие в ликвидации последствий аварии на Чернобыльской АЭС.